# Lía Cimaglia Espinosa
Lía Cimaglia Espinosa (Buenos Aires, 30 de agosto de 1906 - 1 de noviembre de 1998) fue una pianista, compositora y pedagoga argentina.

## Biografía
Desde niña, Lía Cimaglia mostró su vocación pianística que comenzaría a encauzar con el maestro Alberto Williams y que continuaría con Celestino Piaggio y Jorge de Lalewicz.
Su primer recital fue en 1920, a los catorce años de edad, aunque su primera aparición pública como profesional se produjo más tarde para la Asociación Wagneriana de Buenos Aires.
En 1938 recibió una beca de la Comisión Nacional de Cultura que le permitiría viajar a París y continuar sus estudios con los pianistas Yves Nat, Alfred Cortot e Isidor Philipp y difundir la música argentina en Francia, Italia y Alemania. En la Sala Pleyel de París obtendría un brillante éxito interpretando los Veinticuatro Preludios de Debussy.

Lía Cimaglia es una verdadera artista que une a su hermoso talento de intérprete muy seductora cualidades de compositora. Ives Nat

Actuaría por primera vez en el Teatro Colón de Buenos Aires en 1938, bajo la dirección de Juan José Castro. Ha dado a conocer al público argentino importantes obras del Repertorio, o contemporáneas, estrenando en Buenos Aires los conciertos n.º 1 de Brahms, dirigido por Fritz Busch, en 1942; n.º 2 de Rajmáninov con dirección de Fitelberg), la Rapsodia portuguesa de Ernesto Halffter, en 1944; los conciertos nros. 2 y 3 de Francis Poulenc, con dirección de Albert Wolff, en 1953; el de Benjamin Britten; “Concierto a Cinque”, de Respighi; el “Choro”, de Camargo Guarnieri; o el estreno mundial del “Concierto para piano y orquesta” de Rodolfo Arizaga, dedicado a la pianista, bajo la dirección de Roberto Kinsky, durante el “Festival Panamericano de Música”, celebrado en México en 1963.
Entre su repertorio se encuentra casi toda la obra pianística de Fauré, así como sus Cuartetos y Quintetos con piano; la integral de “Romanzas sin palabras”, de Mendelssohn; o los ya mencionados Preludios de Debussy.

Lía Cimaglia posee un verdadero temperamento de artista y de pianista; es decir, tiene el fuego sagrado que comunica al auditorio todas sus emociones musicales.” Arturo Rubinstein

Ha recorrido buena parte de América y Europa, habiendo actuado en Francia, España, Reino Unido, Italia, Alemania, Austria, Bélgica, Estados Unidos, México, Venezuela, Chile, Uruguay, Perú y Paraguay.
Destacado es también su trabajo como compositora, con obras de cámara, para piano sólo o distintas agrupaciones, y más de cuarenta canciones para voz y piano, por algunas de las cuales recibiría el “Premio Municipal a la Interpretación y a la Composición”, poniendo música a poemas de su cuñado Juan Oscar Ponferrada o de la escritora Gabriela Mistral.

”La música que Lía Cimaglia ha dado a mis canciones de cuna las interpreta sobrepasándolas en sus virtudes de ternura y de maternidad. Pocas veces he escuchado una música aplicarse, ceñirse y envolverse al texto poético con tan gran fidelidad.” Gabriela Mistral

Completó su amplia labor como pedagoga, en el Conservatorio Nacional o en el ”Williams”. Como discípulos pueden contarse importantes intérpretes como Mauricio Annunziata.
Falleció el 1 de noviembre de 1998, a los noventa y dos años de edad.

## Composiciones
- Improvisación (1911)
- Cajita de Música, op.1 (1912)
- Canto y danza
- Pequeña mazurca
- Suite Argentina
- Tres preludios en Homenaje a Debussy (1936)
- Recuerdos de mi tierra (1939):

	I. Evocación criolla
	II. Danza
	III. Milonga
	IV. Zapateado
- Triste y danza (1940)
- Poema para violín y piano
- Leyenda para violonchelo
- Égloga religiosa para coro, voz solista y órgano
- Tango 70
- Canciones para voz y piano (más de cuarenta)

## Conciertos
- Primera aparición pública, en 1920, con un programa formado por la ”Fantasía cromática y Fuga” de Bach; la Sonata n.º 2 de Beethoven; una rapsodia de Liszt; y varias obras de Chopin[4]
- Teatro Español, en Coronel Pringles[5]
- Círculo Italiano, en 1994, interpretando sus propias composiciones (concierto de despedida)[4]

## Discografía
- Ha grabado para RCA Victor, Phillips Argentina (Primer premio al disco argentino en 1966, O.E.A. acordado por el diario “Buenos Aires Musical”), EDUL y para la colección que editó la Municipalidad de la Ciudad de Buenos Aires.
- “La obra pianística de Alberto Williams 1”, Philips 87051 mono, años 70
- “Julián Aguirre y Carlos López Buchardo: Obra integral para piano” Vol. 1. Irco-El Arca de Noé, 6228, IRCO 267 (CD)
- “Julián Aguirre y Carlos López Buchardo: Obra integral para piano” Vol. 2. Irco-El Arca de Noé, 6221, IRCO 268 (CD)
- Lía Cimaglia Espinosa – Piano (LP), Municipalidad de la Ciudad de Buenos Aires, MCBA 007
- “Homenaje a Alberto Williams” (LP), Ediciones Interamericanas de Música, OEA-014[6]
- “La obra pianística de Alberto Williams” (LP), Phillips, 6388121[6]

## Premios
- “Premio Villalobos”
- “Venus Dorada”, que otorga anualmente el “Círculo Femenino de Buenos Aires”, 1969
- “Gran Premio de Honor O.E.A.”, Washington
- “Premio Municipal a la Interpretación y a la Composición”